# Finala Cupei României 2023
Finala Cupei României 2023 a fost meciul final al Cupei României 2022-2023, cel de-al 85-lea sezon al turneului național de fotbal din România organizat de FRF. S-a disputat pe 24 mai 2023 pe Stadionul Municipal din Sibiu, între cluburile Sepsi OSK și Universitatea Cluj.
La finalul celor 90 de minute, scorul a fost 0-0, astfel că au fost nevoie de prelungiri. Scorul a rămas la fel și după cele 30 de minute suplimentare, și s-a trecut la executarea loviturilor de departajare. Elvețianul Ivan Martić a ratat penaltiul decisiv pentru Universitatea Cluj, trimițând trofeul la Sepsi OSK.

## Echipe
| Echipa | Apariții finale anterioare (îngroșat indică câștigătorii) |
| ------ | --------------------------------------------------------- |
| Sepsi  | 2 (2020, 2022)                                            |
| U Cluj | 5 (1934, 1942, 1949, 1965, 2015)                          |

## Drumul spre finală
Pentru mai multe detalii despre acest subiect, vedeți Cupa României 2022-2023.
Notă: În toate rezultatele de mai jos, scorul finalistului este dat mai întâi (A: acasă; D: deplasare).
| Loc | Echipă          | Pct. | MJ |
| --- | --------------- | ---- | -- |
| 1.  | Sepsi           | 9    | 3  |
| 2.  | FCU Craiova     | 7    | 3  |
| 3.  | Voluntari       | 3    | 3  |
| 4.  | Dinamo          | 2    | 3  |
| 5.  | Unirea Slobozia | 2    | 3  |
| 6.  | Petrolul        | 1    | 3  |

| Loc | Echipă         | Pct. | MJ |
| --- | -------------- | ---- | -- |
| 1.  | CFR Cluj       | 5    | 3  |
| 2.  | U Cluj         | 5    | 3  |
| 3.  | FCV Farul      | 5    | 3  |
| 4.  | Rapid          | 4    | 3  |
| 5.  | Dumbrăvița     | 3    | 3  |
| 6.  | CSM Alexandria | 1    | 3  |

## Meciul
Meciul s-a disputat pe 24 mai 2023 pe Stadionul Municipal din Sibiu.
| Sepsi                                                                       | 0 – 0 (d.p.) | U Cluj                                                       |
| --------------------------------------------------------------------------- | ------------ | ------------------------------------------------------------ |
|                                                                             | Detalii      |                                                              |
| Varga · Rodríguez · Tudorie · Gheorghe · Ștefănescu · Aganović · Márk Tamás | 5 – 4        | Chipciu · Bic · Tescan · Fernandes · Nistor · Gomes · Martić |

| Sepsi OSK | Universitatea Cluj |

| P                 | 33 | Roland Niczuly (c) | 90+4' |      |
| F                 | 20 | Andres Dumitrescu  | 92'   |      |
| F                 | 82 | Branislav Niňaj    |       |      |
| F                 | 45 | Denis Ciobotariu   |       | 85'  |
| F                 | 44 | Mihai Bălașa       |       | 85'  |
| M                 | 11 | Marius Ștefănescu  | 45'   |      |
| M                 | 5  | Jonathan Rodríguez |       |      |
| M                 | 6  | Nicolae Păun       |       | 111' |
| M                 | 13 | Cosmin Matei       |       | 75'  |
| A                 | 18 | Pavol Šafranko     |       | 75'  |
| A                 | 99 | Mario Rondón       |       | 46'  |
| Rezerve:          |    |                    |       |      |
| P                 | 12 | Răzvan Began       |       |      |
| F                 | 4  | Márk Tamás         |       | 85'  |
| M                 | 8  | Ion Gheorghe       |       | 75'  |
| A                 | 9  | Alexandru Tudorie  |       | 75'  |
| M                 | 22 | Francisco Júnior   |       |      |
| F                 | 27 | Rareș Ispas        |       |      |
| M                 | 77 | Adnan Aganović     |       | 46'  |
| F                 | 88 | Radoslav Dimitrov  |       | 85'  |
| A                 | 97 | Roland Varga       |       | 111' |
| Antrenor:         |    |                    |       |      |
| Cristiano Bergodi |    |                    |       |      |

| P          | 33 | Andrei Gorcea         |     |      |
| F          | 27 | Alexandru Chipciu (c) |     |      |
| F          | 17 | Andrei Pițian         |     |      |
| F          | 6  | Andrei Miron          |     |      |
| F          | 71 | Ivan Martić           | 23' |      |
| M          | 98 | Gabriel Simion        |     |      |
| M          | 94 | Ovidiu Bic            |     |      |
| M          | 16 | Ioan Filip            |     | 80'  |
| M          | 8  | Martin Remacle        |     | 100' |
| M          | 19 | Dan Nistor            |     |      |
| A          | 93 | Mamadou Thiam         |     | 99'  |
| Rezerve:   |    |                       |     |      |
| P          | 23 | Plamen Iliev          |     |      |
| A          | 7  | Ianis Stoica          |     |      |
| A          | 11 | Dragoș Tescan         |     | 99'  |
| F          | 18 | Florin Ilie           |     |      |
| A          | 21 | José Gomes            |     | 80'  |
| F          | 22 | Ivan Goranov          |     |      |
| F          | 26 | Dorinel Oancea        |     |      |
| M          | 52 | Romário Pires         |     |      |
| A          | 70 | Ely Fernandes         |     | 100' |
| Antrenor:  |    |                       |     |      |
| Ioan Sabău |    |                       |     |      |

Omul meciului:
Roland Niczuly
Arbitrii asistenți:
Daniel Mitruți (Craiova)
Bogdan Gheorghe (București
Al patrulea oficial:
Iulian Dima (București)

Arbitru asistent video (VAR):
István Kovács (Carei)

Asistent VAR:
Andrei Chivulete (București)

| Regulile meciului - 90 de minute. - 30 de minute de prelungiri dacă este necesar. - Lovituri de departajare dacă scorul este încă la egalitate. - Nouă înlocuitori numiți. - Maximum de 5 schimbări, cu o a șasea permisă în prelungiri. |

## Vezi și
- Supercupa României 2023

## Legături externe
- Site web oficial